# Zenaida di Tarso
Zenaida (Tarso, ... – Demetriade, 100 circa) è considerata il primo medico donna del mondo cristiano, oltre ad essere la prima santa “anàrgira” per le cure gratuite ai poveri e ai bisognosi.
È venerata come santa dalla Chiesa cattolica e dalla Chiesa ortodossa che ne onorano la memoria l'11 ottobre.

## Biografia
Zenaida nacque a Tarso, durante il I secolo, in una colta famiglia ebraica. Era parente di san Paolo e si convertì al cristianesimo grazie a suo fratello Giasone, vescovo di Tarso. Zenaida e sua sorella Filonella furono allieve di san Luca.

### Esercizio dell'arte medica
Entrambe le sorelle condussero una vita fatta di preghiera e di sperimentazione medica, e lavorarono insieme in un laboratorio/clinica creato in una grotta presso Demetriade, dividendosi tra la cura gratuita dei malati e la documentazione scientifica. Si interessarono anche alla pediatria e ai disturbi mentali. Secondo alcune agiografie, le due sorelle vennero martirizzate tramite lapidazione da alcuni pagani.